# 画笔菊
画笔菊（学名：Ajaniopsis penicilliformis）为菊科画笔菊属的植物，是中国的特有植物。分布在中国大陆的西藏等地，生长于海拔4,600米至5,000米的地区，见于流石山坡，目前尚未由人工引种栽培。
野生数量不明,只有模式标本，资料缺乏。